# Louis Prima
Louis Prima, född 7 december 1910 i New Orleans, Louisiana, död 24 augusti 1978 i New Orleans, Louisiana, var en italiensk-amerikansk jazzmusiker (trumpet och sång). Prima är bland annat känd för att ha skrivit Benny Goodmans swing-hit "Sing, Sing, Sing (With a Swing)" (1936/1937, intagen i Grammy Hall of Fame år 1982). Louis Prima var gift och musicerade med sångerskan Keely Smith (1928–2017) åren 1953–1961, under sin glansperiod bland annat i Las Vegas på Sahara Hotel and Casino ("The Wildest Show in Vegas") tillsammans med jazzbandet Sam Butera & the Witnesses. Capitol Records spelade in The Wildest! (1957) i ett försök att fånga essensen av Vegas-showen.
Prima gjorde även originalrösten till Kung Louie i Disneys tecknade klassiker Djungelboken (1967).

## Sånger (urval)
Från The Wildest!
- Medley: Just a Gigolo/I Ain't Got Nobody
- Jump, Jive, An' Wail
- Buona Sera

## Diskografi (urval)[5]
- 1951 – Breaking It Up!
- 1956 – The Wildest!
- 1957 – The Call of the Wildest
- 1958 – The Wildest Show at Tahoe
- 1958 – Las Vegas Prima Style
- 1959 – Hey Boy! Hey Girl!
- 1959 – Louis Prima
- 1959 – Strictly Prima
- 1960 – Louis and Keely!
- 1960 – Wonderland by Night
- 1961 – Doin' the Twist
- 1962 – The Wildest Comes Home
- 1965 – Let's Fly with Mary Poppins